# Trudering-Riem
 (février 2020).

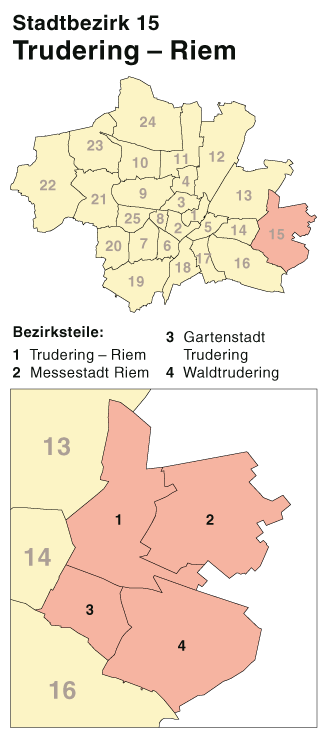
Position de Trudering-Riem

Trudering et Riem, situés dans la banlieue de Munich, forment ensemble, depuis la réorganisation de 1992, le secteur de Trudering-Riem, district portant le numéro 15.

## Géographie
Les données suivantes concernent le district 15, Trudering-Riem 

### Les quartiers du district

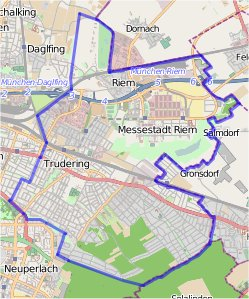
District no 15 Trudering-Riem avec ses frontières

- Riem
- Messestadt Riem
- Am Moosfeld
- Kirchtrudering
- Gartenstadt Trudering
- Neutrudering
- Straßtrudering
- Waldtrudering

### Localisation
Le secteur du district 15 se situe au sud-est de la périphérie de Munich, au sud du secteur 13 (Bogenhausen), à l'est du secteur 14 (Berg am Laim) et au nord du secteur 16 (Ramersdorf-Perlach).
Le vieux centre de Riem s'est développé autour de l'église de Saint-Martin dans la rue Martin-Empl-Ring. Le vieux centre de Kirchtrudering s'est constitué autour de l'église paroissiale de Saint Pierre et Paul dans la rue Kirchtruderingerstraße, près du quartier de Straßtrudering, à l'intersection de la rue Wasserburger Landstraße et la rue Bajuwaren Straße.

### Superficie
Trudering-Riem est avec 2 245,18 hectares l'une des plus grandes municipalités de Munich.

## Histoire
La plus ancienne mention écrite évoquant Truhtheringa / Trudering remonte à l'an 772 ap. J.-C. avec le cartulaire d'Hiltiprant.    
La fondation de Trudering est ainsi antérieure à celle de Munich de près de 400 ans. 
Le nom de la bourgade est éponyme du nom d'un chef de clan Truhtheri, Truchteri, ou Drudheri auquel l'exploitation avait été attribuée vers l'an 500 ap. J.-C. 

### Préhistoire
De nombreuses découvertes archéologiques prouvent que la région de Trudering était déjà fréquentée et peuplée à l'âge de pierre, probablement aussi en raison de la présence de nombreuses sources d'eau aux alentours. Une hache de pierre, trouvée sur la ligne de chemin de fer "Bahn-Magistrale München - Rosenheim - Wien / Verona", dont l'âge a été estimée à plus de 5 000 ans.

### Protohistoire

#### Hallstatt, premier âge du fer
Lors de la construction de l'aéroport de Riem en 1937, à 600 mètres au nord de l'église de Gronsdorf, ont été découvertes deux tombes datant du premier âge du fer entre 700 et 400 av. J.-C.
Un des plus grands sites funéraires de la région de Munich a été mis au jour en août 1955 au sud de la rue Martin-Empl-Ring, et à proximité de la rue Rappenweg, au niveau du nouvel espace des expositions, à partir des fouilles systématiques entreprises par l'office des monuments historiques de Munich. Il s'agissait de la mise au jour d'environ cent tombes modestement meublées datant du VIIe siècle av. J.-C. Les objets trouvés, tels que des boucles d'oreilles, des ceinturons et autres bijoux ainsi que des couteaux et autres petits objets de ce genre, provenaient d'une population rurale. Un squelette a été trouvé là et son corps était transpercé par un coutelas (Scramasaxe) trouvé au niveau de son coude. En outre, des restes de casques et de lances ont été découverts dans d'autres tombes. Grâce à une photographie aérienne faite en juin 1980, on a trouvé au nord de l'aéroport de Riem les dernières traces d'un grand bâtiment en bois. Il était d'environ 25 mètres de long et dix mètres de large et bordé par un péristyle ; c'était probablement une villa romaine.

#### La Tène, second âge du fer
Sur la rue Truchthari-Anger, près de la rue Martin-Empl-Ring, ont été effectuées durant l'été 1999 des fouilles mettant au jour un champ d'urnes funéraires de l'époque du premier âge du fer, ainsi que des vestiges du second âge du fer (La Tène). Il s'agissait d'une fosse à déchets d'un four de l'époque romaine et d'une tombe celtique, qui parmi plus d'un millier d'objets dégagés, renfermait un squelette relativement bien conservé avec une épée en bronze et un plat d'offrandes. C'est une trouvaille archéologiquement des plus extraordinaires. Certains de ces vestiges sont exposés au Musée de la Préhistoire de Munich, dans le centre résidentiel de Trudering, où a été achevé en 2008 le Parc Bavarois (Bajuwarenpark, la fenêtre sur le passé) consacré à la colonie celte, qui s'était installée là autrefois en 300 av. J.-C.

### Histoire médiévale

#### Création de "Truchtaro"
Aux alentours de l'an 500 ap. J.-C., l’agriculteur Truchtaro (homonyme de Trudering), avec son clan, ses paysans et domestiques, s'est installé à Trudering. À cette époque il y avait déjà quelques fermes dans le domaine de Kirchtrudering et Straßtrudering, installées durant la période de l’âge du fer, par des Celtes. Des ours et des loups vivaient là dans une zone boisée (constituée d'arbustes, bouleaux et chênes dans de petits bois). Truchtaro était probablement le vassal d'un seigneur féodal, descendant de la famille noble Fagana. La famille Fagana a été l'une des familles dirigeantes les plus influentes en Bavière et est citée dans la loi bavaroise (la Lex Baiuvariorum).
On ne sait pas où la cour des Truchtaro se tenait. Après une enquête approfondie, il vient comme site de l'établissement des premiers colons, un endroit paraissant des plus probables, le Zehentbauerhof, la ferme de la dîme de Kirchtrudering. Comme le clan des Truchtaro s'agrandissait, il y eut, certainement, des contacts avec d'autres clans, qui se sont installés dans la région, et probablement aussi avec le reste de la population locale. Cela a conduit à la création du village de Truchtaro. Progressivement après l'arrivée des premiers colons, son peuple finira par l'appeler Truhtheringa, ou Truchteringa, pour devenir Trudering aujourd'hui. Truchteringa n'était pas très loin au sud de deux duchés importants, à savoir celui d'Oberföhring, avec sa traversée de l’Isar et d’Aschheim, où le duc Tassilon III (en 756 ou 757) a tenu le premier synode de Bavière et le premier parlement de l'État bavarois.

#### Le Cartulaire d'Hiltiprant (772)
Parent (consanquineus) du duc Tassilo III. (748-788) , cousin de Charlemagne, Hiltiprant  fit don le 13 septembre 772, de terres et d'exploitations (Territorium Villa) à l'évéché de Freising, notamment Truhtheringa, domaine qui correspond à l'actuel emplacement de Kirchtrudering pour « expiation de ses péchés ».
La propriété de plus de la moitié de la bourgade passa ainsi dans le patrimoine de l'évêque de Freising. 
Ce même document de donation atteste une origine de propriété reçue de l’un des derniers des Agilolfings, le duc Tassilon III) étaient léguées au diocèse de Freising.
Ce cartulaire a été rédigé par le scribe (notaire) Sundarheri et signé par plusieurs témoins nobles, tels que Ratolt, Popo et Situli, membres de la famille noble Huosi, à laquelle ont succédé les Agilolfings après Tassilon III comme famille régnante. Ces aristocrates sont ceux-là mêmes qui présidèrent à l'établissement de localités telles que Bogenhausen, Situli, Ratolte adjacentes au quartier de Gronsdorf. 

#### Le marché de Keferloh (955)
Le premier marché important de la région est celui de Keferloh, situé à proximité de l'une des nombreuses routes commerciales, notamment les routes du sel qui sillonnent l'Europe. Il est évoqué en 955 ap. J.-C. ; il se tenait dans la rue Zehntfeldstraße aujourd'hui la rue Keferloher Straße.

#### La noble Dame Uta et ses légendes

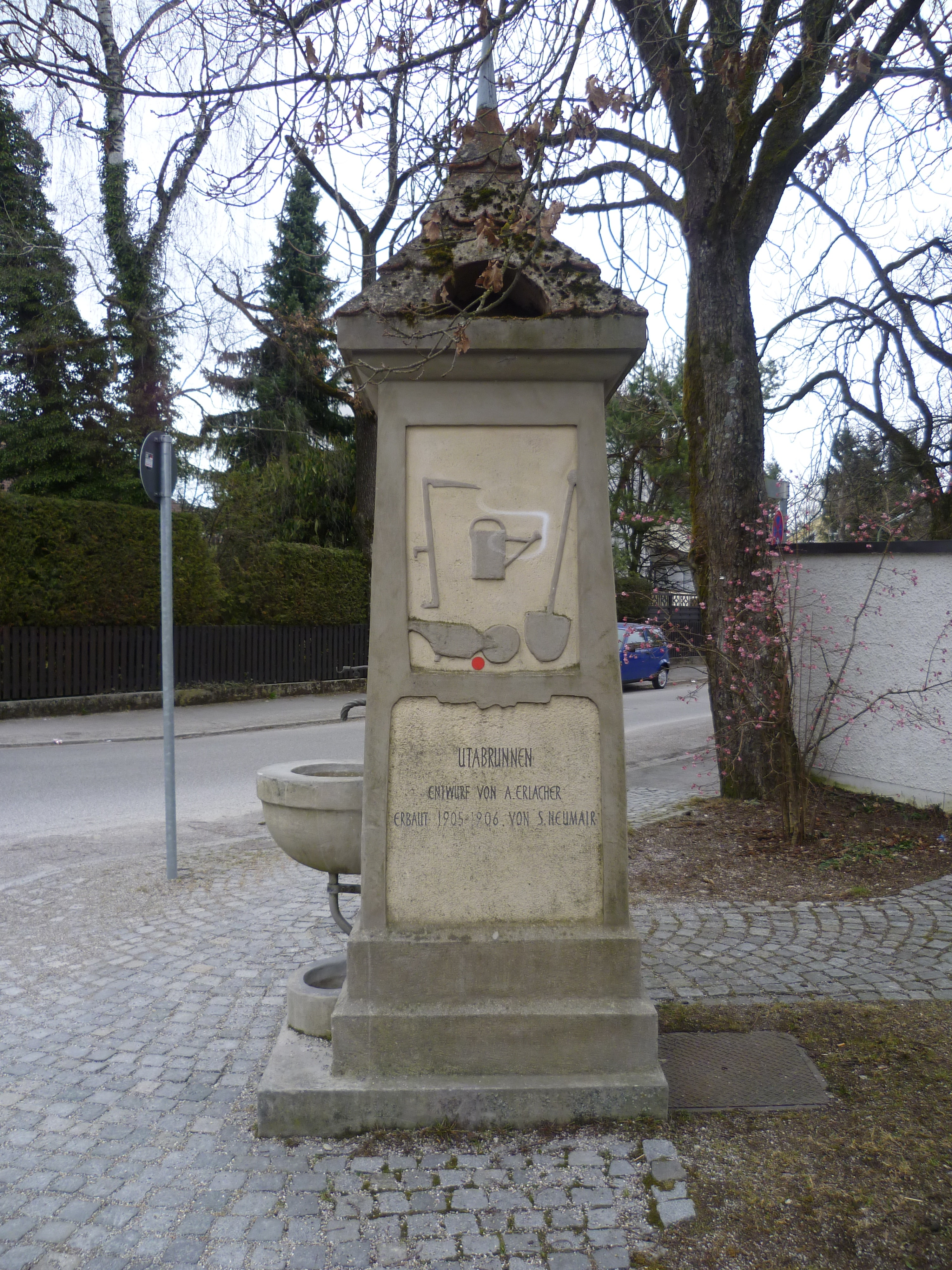
La Fontaine d'Uta

Un autre personnage important de Trudering est la noble Dame Uta.
Entre 1080 et 1090 régna la noble dame Uta sur une grande partie de Trudering, et de l'Église.
En 1085, elle fit don de 550 tagwerks (le tagwerk, ou tagewerk, est une unité de mesure désignant la superficie qu'un paysan était capable de travailler par jour : elle représentait 3 407 m2 en Bavière à cette époque) de terres agricoles et 1304 tagwerks de terres forestières (ou hoad) à la paroisse locale de Trudering. Ces terres étaient destinées à améliorer l'approvisionnement des paysans alentour, sous l'égide de l'Église. Cette donation mentionne du reste le nom de l'église et celui de son prêtre attitré, chargé de la gestion des biens.
En mémoire de ce don généreux, des messes furent célébrées depuis cette époque, les dimanches et le jour anniversaire de dame Uta, en l'église Saint-Pierre-et-Paul de Trudering, ceci jusqu'en 1932. 
Le souvenir de la noble dame Uta, qui résidait, probablement à Rott am Inn, fut également honoré lors de la dénomination des rues, comme la rue Frau-von-Uta-Straße; ainsi qu'avec la fontaine Uta (rue Waldtruderinger, au coin de la rue Tanga) réalisée en 1914 par August Erlacher. 
La tradition veut qu'en participant au service commémoratif d'Uta les fidèles voient leurs vœux exaucés. 
Ce personnage regorge de facettes et de légendes.
Chronologiquement, il peut s'agir de plusieurs dames portant le nom d'Uta
Il est attesté qu'une Uta était la fille du duc Agilofing Théodon Ier. Elle fut à l'origine du meurtre de saint Emmeran perpétré par son frère Lambert (ou Lantpert ou Landfried). Exilée à Ratisbonne, elle prit soin durant le reste son existence de faire pénitence en soulageant les plus misérables de la région.
La légende veut que le château revint à un chevalier aussi puissant que vil, du nom de Cuno, son époux, mais peut-être aussi celui de sa fille, portant également le prénom d'Uta. Or le dit chevalier ne tenait que peu de chose de ses serfs et les fustigeait à volo. La Dame Uta tentait secrètement d'adoucir un peu les méfaits commis par son époux, distribuant du pain, des œufs et du jambon aux victimes malades et affamées ou pansant leurs blessures. Or, à Pentecôte alors qu'elle rentrait, elle vit le château  être soudain détruit par un fort tremblement de terre, qui engloutit également l'impitoyable chevalier Cuno en une fin horrible alors que la bonne Dame Uta resta épargnée. Les paysans la recueillirent et en remerciement, elle fit don du reste de ses possessions à  l'Église. Les paysans de la région transmirent cette légende de génération en génération.
Effectivement il semble qu'il y ait eu un changement géologique récent. Il porte le nom de grotte d'Uta. Il s'agit d'une dépression d'environ cinq mètres de profondeur, dont les strates supérieures ont la même structure que celles du fond, dénotant l'existence d'un réel effondrement.

#### Autres points de l'histoire médiévale de Trudering

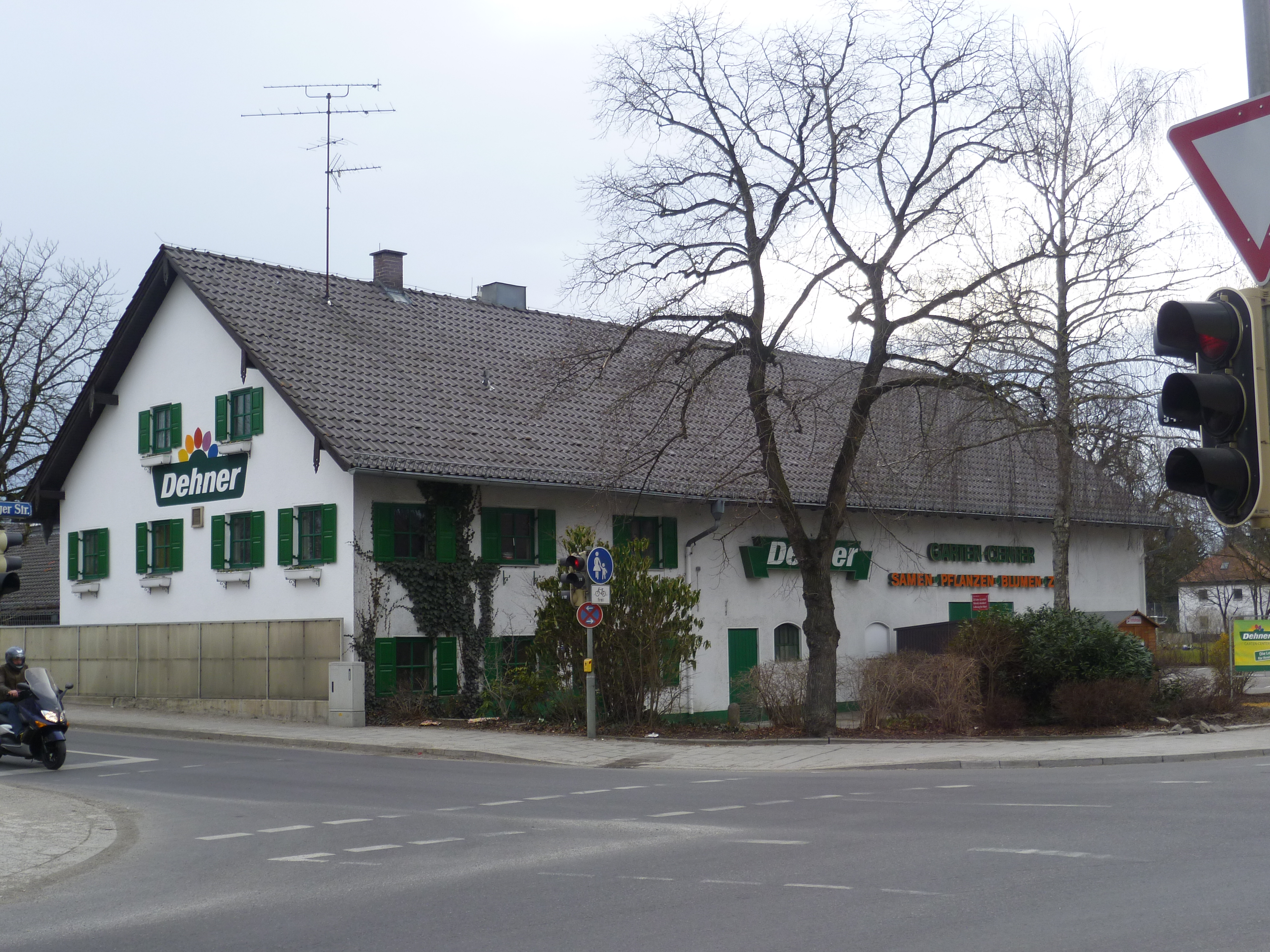
Kilihof, la ferme Kili, la plus vieille de Trudering, aujourd'hui le Dehner Garten-Center, 20 Kirchtruderinger Straße, Munich.

| 1158 | Trudering et Munich      | Trudering est associée à l'histoire de Munich. La fondation de la ville de Munich s'est faite par l'établissement de l'importante route du sel partant de Reichenhall, dans la région de Salzbourg (la ville du sel) et qui passait par Wasserburg et Trudering. La souveraineté a été faite sur un régime foncier lors de la formation du village double de Kirchtrudering (appartenant au diocèse de Freising) et Straßtrudering (laïque, avec maintenant son relais équestre). |
| 1315 | Trudering et Bogenhausen | Dans les registres paroissiaux, Trudering est répertorié comme une branche de la paroisse de Bogenhausen. |
| 1384 | Kilibauer                | Le Kilibauer (Kilihof, la ferme Kili, aujourd'hui située au 20, rue Kirchtruderinger Straße) et la maison Beim Mayr (Chez Mary) sont mentionnées pour la première fois dans des documents. |
| 1474 | Le curé Haring           | Haring est le premier curé connu de Trudering. Son épitaphe se trouve dans l'église de Saint-Pierre-et-Paul. |

#### Points historiques de Trudering

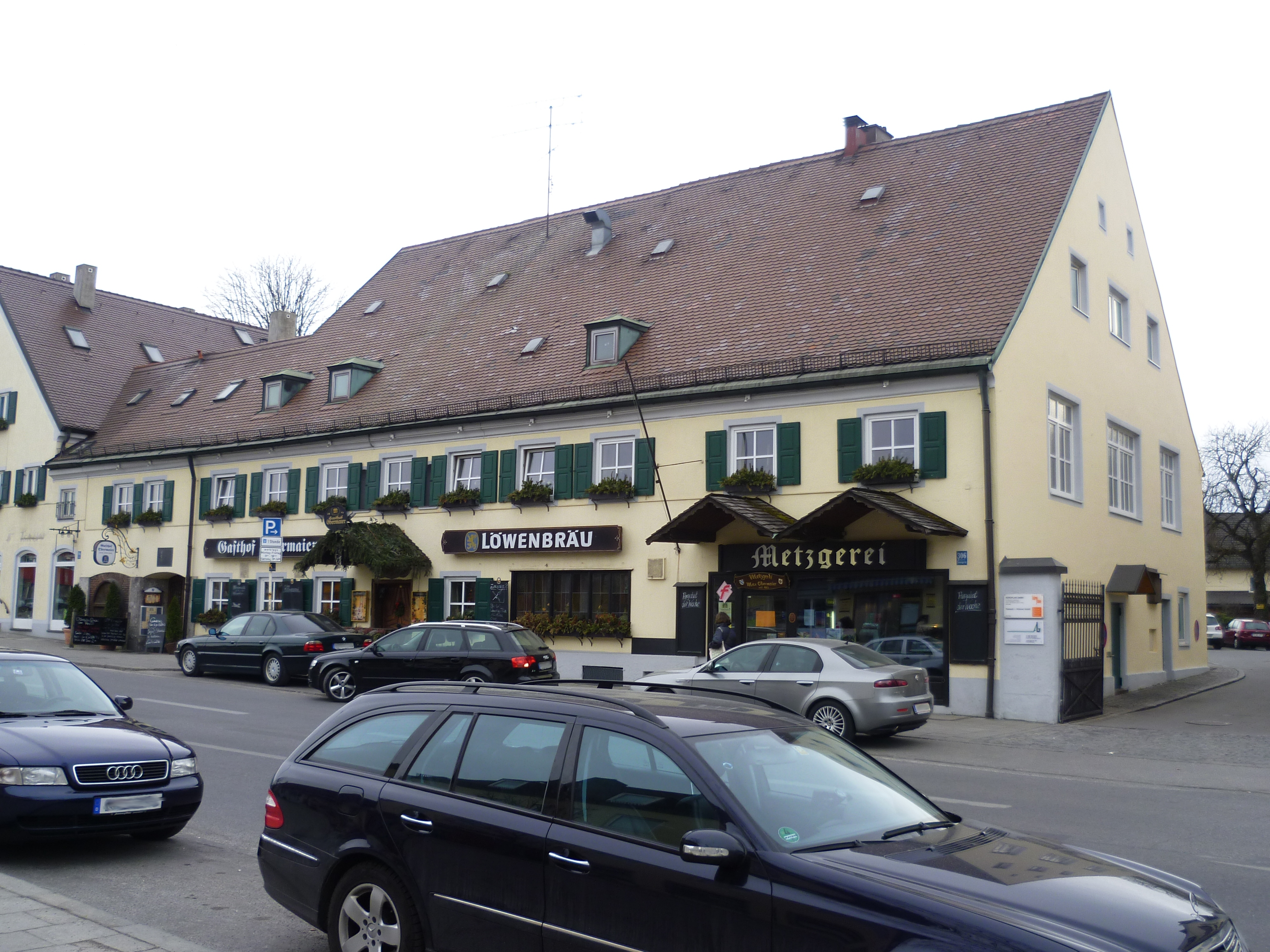
Taverne Obermaier, 306, rue Truderinger.

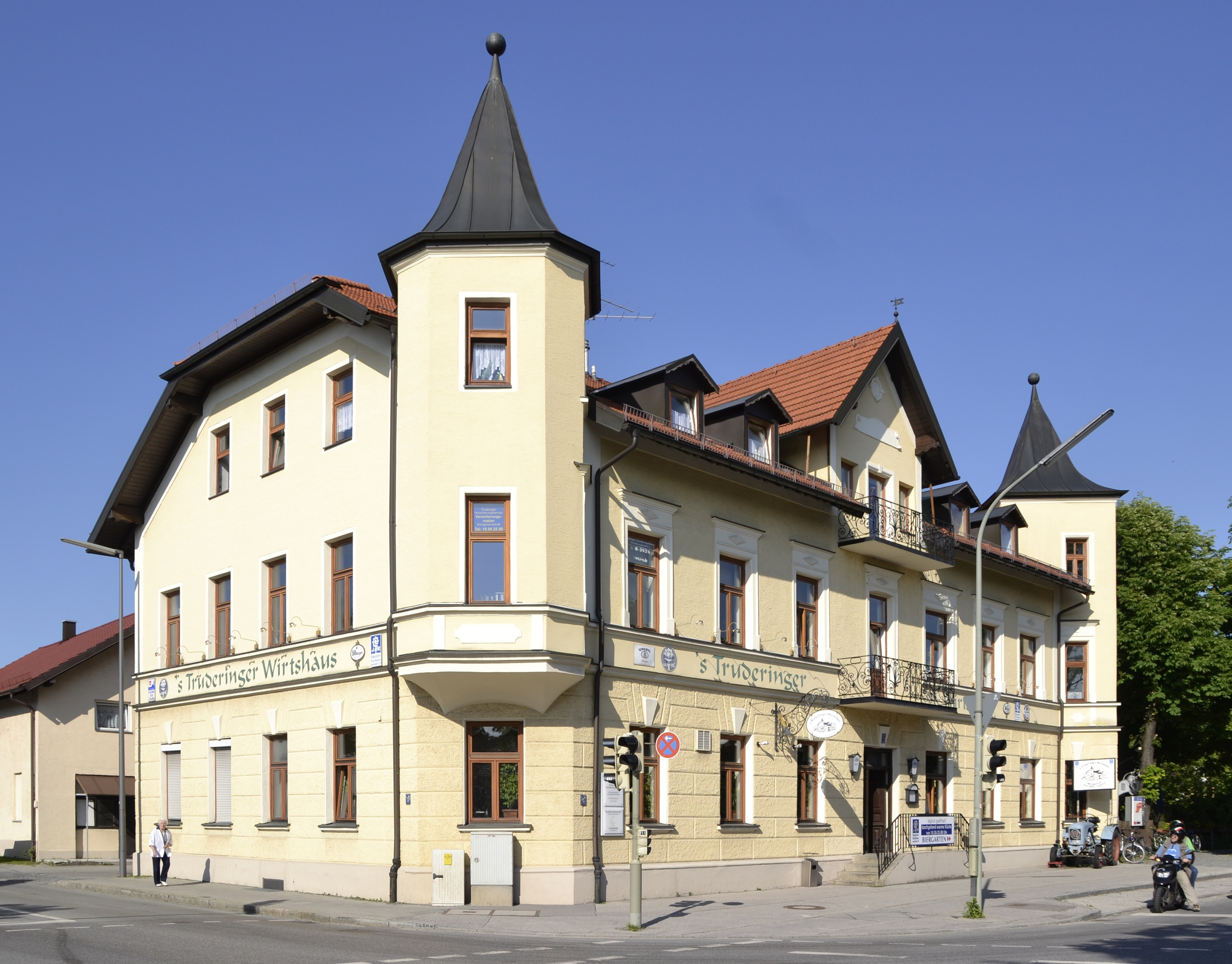
Taverne Göttler, maintenant taverne Truderinger Wirtshaus.

| 1572      | La première peste                      | La première épidémie de peste de Trudering a été enregistrée en 1572. Depuis lors, l'inventaire des morts s'est fait jusqu'en 1679, mais on ne pourra jamais calculer exactement le nombre de gens qui en ont été atteints et le nombre qui en sont morts. |
| 1612      | Balthasar Hagn                         | Première mention écrite d'un commerçant à Trudering. Il se nommait Balthasar Hagn et avait sa taverne sur le site, il s’agissait de la taverne d'Obermaier.                                                                                                |
| 1632      | Pillage de Trudering par les Suédois   | Les fermes de Kirchtrudering et Straßtrudering ont été pillées et brûlées en 1632 par les Suédois. |
| 1690-1695 | Épidémie de typhoïde                   | Une épidémie de typhoïde a ravagé Trudering entre 1690 et 1695. Environ 80 % de la population n'a pas survécu à l'infection. |
| 1771      | Requête du Sérénissime Prince Électeur | Dans toute la Bavière, on ne trouvera plus de pauvres et misérables sujets. |
| 1796      | Les troupes autrichiennes              | Trudering souffre du casernement des troupes autrichiennes qui luttaient contre les troupes françaises de Napoléon Bonaparte. Les céréales et des aliments étaient alors enlevés de force aux pauvres agriculteurs locaux.                                 |
| 1803      | Nicolas Erhard                         | Nicolas Erhard achète une moitié de la dîme des fermiers. Sa famille était la seule des protestantes à s'être installée à Trudering. |
| 1810      | Le domaine Mesner                      | La propriété Mesner, constituée d'un bâtiment du presbytère et d'un hangar sont victimes d'un incendie majeur. Deux ans plus tard, un autre incendie aura aussi lieu à Straßtrudering.                                                                     |
| 1814      | Les artisans                           | La commune de Trudering autorisera l'établissement limité d'artisans dans un village rural. |

| 1848             | Agriculteurs propriétaires              | 56 agriculteurs sont maintenant propriétaires de la terre qu'ils cultivent. Jusque-là ils n'en avaient qu'un droit d'usage. Les dix années suivantes ces champs stériles seront récoltés deux fois par an. |
| 1870             | La première classe                      | Avec la voie reliant Munich à Rosenheim, la station ferroviaire de Trudering sera ouverte, et instaurera à la fin du siècle la première classe, qui acquit une grande notoriété. |
| 1874             | Le service des pompiers                 | Le premier service des pompiers volontaires de Trudering a été créé en 1874. L'alarme incendie était faite par des pompiers à cheval avec un clairon. |
| 1892             |                                         | D'un coût de 35 900 marks-or, l'école de Trudering a été construite dans la rue Lehrer-Götz-Weg. |
| 10/03/1895       | L'association des Truderingers          | L'association des Truderingers a été fondée dans la taverne Obermaier. |
| 1898             | Liederkranz                             | La chorale masculine Liederkranz de Trudering est fondée par leur chef de chœur Ignaz Lachenmeyr. |
| 1900             | Göttler                                 | La taverne Göttler (aujourd'hui Truderinger Wirtshaus) est construite en 1900. Auparavant existait là, depuis 1864, la Hansenwirt. |
| 1901             | La lumière                              | La lumière électrique est installée à Trudering en 1901. |
| À partir de 1905 | Les premiers habitants de Waldtrudering | L'implantation des habitants commence lentement dans Waldtrudering. De nombreux touristes du week-end fournissent les ressources pour les commerces qui s'y établissent. |
| 08/03/1906       | Association apicole                     | La boucherie Münchner Metzgermeister Sebastian Neumeyer sera rebaptisée le restaurant Gaststätte "Phantasie" après la titrisation de son commerce, qu'il a acquis dans la commune de Trudering avec quelques amis de la colonie de Waldtrudering, il y a établi l'association apicole. |
| 1911             |                                         | À l'Est de Trudering sont déjà installées vingt maisons particulières et cinq maisons publiques, et cela dans le seul but de donner au bureau royal des districts de Munich, l'application du règlement pour le nouveau quartier au nom de Waldtrudering. |
| 1917             | 35 pfennigs le mètre carré              | Vers la fin de la Première Guerre mondiale, un goulot d'étranglement pour de nombreux approvisionnements venant de Munich pour Trudering a conduit les quartiers de Neutrudering et Gartenstadt Trudering à installer des parcelles de terrain, qui permettaient une autosuffisance alimentaire minimale aux habitants. Pendant les vacances de Pâques 600 parcelles de terrain sont vendues, à 35 pfennigs le mètre carré.                  |
| 1921             | Le monument aux morts                   | Le monument aux morts sera érigé, selon les plans de l'architecte Kaspar Schweinhuber, par le maître d'œuvre Hans Schatz. La figure est une réplique de la statue de Marie sur sa colonne à Munich. Sur le plan, la statue était prévue un peu plus grande, mais pour des raisons financières, sa taille n'a pu être respectée et a été réduite.                                                                                             |
| 1922             | Le château d'eau                        | Le château d'eau de Waldtrudering sera construit en 1922, et ce fameux point de repère sera démoli en 1972. Aujourd'hui, est installé à sa place le service des pompiers de Waldtrudering. |
| 1929             | La crise                                | La crise économique mondiale plonge les nouveaux citoyens de Trudering à avoir une aide sociale. Sa réalisation était très sollicitée financièrement par cet ancien village paysan et fut donc faite. En accord avec Munich, l'intégration des pauvres de Trudering se fit par une augmentation énorme de la création de domaines libres (des terres en stocks) et la réalisation plus rapide des projets routiers, prévue depuis longtemps. |
| 03/08/1932       | Vote                                    | Une enquête fut faite auprès des citoyens de Truderinger à propos de son incorporation à Munich. 40 % ont voté oui, 14 % non et 46 % se sont abstenus au moment du vote. |
| 01/04/1932       | Incorporation à Munich                  | Après que neuf des douze conseillers municipaux et 73,6 % des citoyens aient voté pour que Trudering soit incorporé à la ville de Munich. Trudering avait jadis une population totale de 6 801 personnes. On a retrouvé les écrits de Monsieur Andreas Empl concernant l'incorporation de Trudering, lors de la célébration de ses 1 200 ans d'âge.                                                                                          |
| 12/11/1933       | Christi Himmelfahrt                     | Consécration de l'église Christi Himmelfahrt à Waldtrudering. |
| 09/01/1939       | L'aéroport de Riem                      | Le jour du déclenchement de la Seconde Guerre mondiale, le premier avion décolle de l'aéroport de Riem. L'autorisation d'exploiter commercialement l'aéroport nouvellement créé n'est accordée que quatre mois plus tard. |
| Septembre 1940   | Inondation                              | Inondation du siècle à Kirchtrudering. |
| 13/06/1944       | Raid aérien                             | 29 personnes, dont de nombreux enfants et un prêtre meurent dans la cave du presbytère de l'église Saint-Pierre-et-Paul tués par une bombe antipersonnel lors d'un raid aérien. |
| À partir de 1945 | Construction d'après-guerre             | Une grande activité de construction a été enregistrée après la Seconde Guerre mondiale, quand Trudering a offert à de nombreuses personnes déplacées une nouvelle maison (un peu moins de 90 pour cent du parc immobilier d'aujourd'hui date d'après 1948). |
| 05/08/1955       | 100 tombes                              | Au sud de la rue Emplstraße une centaine de tombes modestement meublées datant du VIIe siècle sont découvertes. |
| 06/02/1958       | Crash d'un avion                        | Dans un accident d'avion à Riem, un écrasement avec tout son équipage et 23 personnes sont tuées, dont huit joueurs de l'équipe de football Manchester United. |
| 06/04/1972       | Trudering en mutation                   | Le point culminant de la célébration des 1 200 ans de Trudering est la reconstitution historique de Trudering, en période de mutation, avec 400 participants. |
| 04/05/1973       | Wilhelm Busch                           | La société Truderinger Musikverein eV a été fondée dans la taverne Obermaier Gasthof. Monsieur Wilhelm Busch a écrit un récit de voyage se déroulant en 1859 dans une chapelle de Trudering sous une ambiance de fête. Elle est depuis devenue un élément important des événements locaux et des festivals, religieux comme laïques. |
| De 1997 à 2005   | Parc de Riem                            | Aménagement d'un parc sur le terrain de l'ancien aéroport, fermé en 1992. |

## Population
La population vivant dans le district est de 62 756 personnes (le 31/12/2010 et seulement 35 394 personnes le 25/05/1987) dont :
- 4 311 hommes et 5 195 femmes de plus de 65 ans
- parmi les enfants de moins de 15 ans : 5 977 garçons et 5 484 filles.

Les étrangers représentent 11 078 personnes, soit 17,7 % des habitants.

### Tableau démographique
Voici ci-dessous, le tableau démographique du district 15 de Munich, Trudering-Riem :

## Infrastructure

### Enseignement
L'éducation et la culture sont représentées par :
- 18 écoles (pour la période scolaire 2009/2010) :
  - Dix écoles primaires (sept école de type Grundschule et deux de type Hauptschule) avec 3 461 élèves
  - Deux écoles dans l'éducation alimentaire avec 331 élèves
  - Trois écoles de formation professionnelle avec 3 317 étudiants
- Deux bibliothèque publiques, dont une municipale.

Deux écoles primaires et une école secondaire sont au centre des expositions de Riem. Malgré le nombre élevé d'habitants, Trudering-Riem est toujours sans école primaire (de type Realschule) et sans l'école secondaire (de type Gymnasium). Les écoles secondaires (Realschule) et lycées (Gymnasium) sont dans les districts voisins de Berg am Laim et Neuperlach. Mais beaucoup des élèves de Waldtrudering vont au Gymnasium de Haar à sa périphérie limitrophe Est. La construction de son propre lycée est planifiée sur la Friedenspromenade depuis des années par la ville de Munich, elle sera en service en 2012. Cela pour que les étudiants puissent accéder, pour une grande partie, à l'école en bus.

### Religion

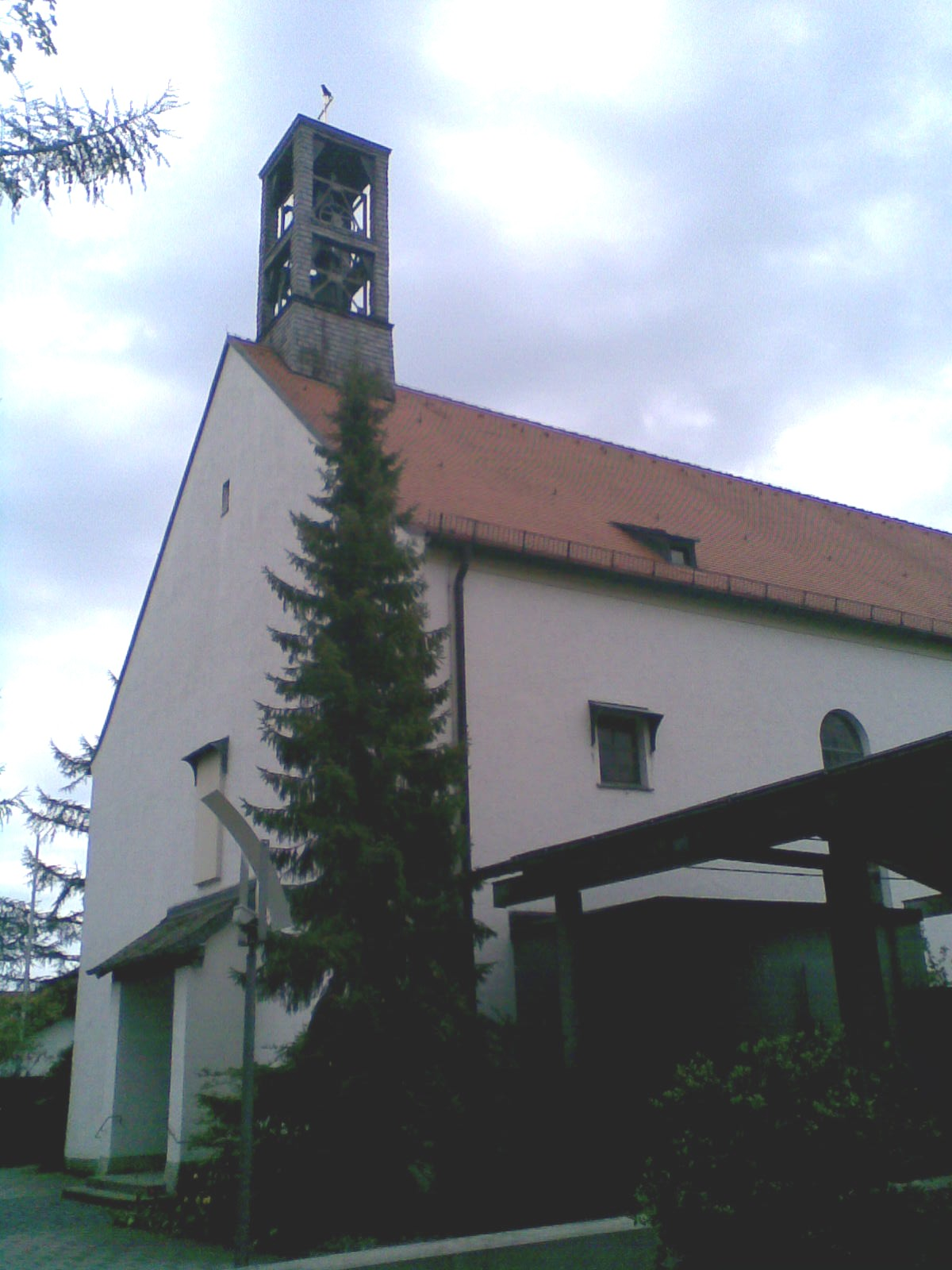
Église catholique Christi Himmelfahrt à Waldtrudering

#### Catholique
- Christi Himmelfahrt à Waldtrudering (l'Ascension du Christ)
- Saint Florian à Messestadt Riem
- Saint François-Xavier à Trudering (Franz Xaver)
- Saint Martin dans le Vieux-Riem
- Saint Pierre et Paul à Kirchtrudering (Peter und Paul)
- Saint Augustin à Michaeliburg/Strasstrudering (Augustinus)

#### Protestante
- Église de Sophie à Messestadt (Sophienkirche)
- Église de la Paix à Waldtrudering (Friedenskirche)

### Structures commerciale et de service

#### Transport aérien
L'aéroport de Munich-Riem a été fermé en 1992.

## Personnalités
- Heinrich Himmler, avait sa ferme d'élevage de poulets à Waldtruderingen[24]

## Culture
- Centre des expositions de Munich, construit à la place de l'aéroport
- Bundesgartenschau 2005, exposition nationale des jardins (3 millions de visiteurs)